# Union (Dél-Karolina)
Union város az USA Dél-Karolina államában. Lakosainak száma 8174 fő (2020. április 1.).

## Népesség
A település népességének változása:
| Lakosok száma | 8793 | 8393 | 8174 |
|               | 2000 | 2010 | 2020 |